# 吳從魯
吳從魯（?—1646年），字秉禮，别號金堂，浙江紹興府山陰縣人，山東兗州府滋陽縣民籍。明末政治人物。

## 生平
萬曆丙子（1576年）七月二十二日生。萬曆四十三年（1615年）乙卯科山東乡试举人，萬曆四十四年（1616年）聯捷丙辰科三甲一百三十七名進士，吏部觀政，授河南南陽縣知县。天啓四年（1624年）左迁江西按察司知事，六年升福建尤溪知县。崇祯元年（1628年）擢刑部贵州司主事，五年復除工部都水司主事，管六科廊，荆州抽分，转工部虞衡司主事。奉敕提督湖广紫荆关，以刚直触忤权贵，八年京察，降职为长芦盐运司运判。后调任都察院经历，升为兵部武库司员外，迁任本部车驾司郎中。出任四川布政司右參議，分守上川南道。不久，以养病归山阴州山故里。顺治元年（1645），鲁王在紹興監國，礼部侍郎王思任荐之，授通政使司左参议。监国鲁元年丙戌（1646）六月丙子朔，江上兵溃，二十八日，清兵破义乌，浙东不守，从鲁年已八十，野服避居入山；誓不薙发，设棺于庭曰：“有踪迹我者，即盖棺！”不久病重，沐浴后正衣冠含笑入卧棺中，命家人盖之，遂气绝。初，从鲁兄吴从义知长安县，城陷投井死。从鲁临命时曰：『吾恐有愧于吾兄也』。鲁王賜謚曰襄愍。

## 家族
曾祖吴立。祖父吴继，楚府長史。父吴希贤，照磨。

## 引用
1. ↑  《萬曆四十四年丙辰科進士序齒録》載吴从鲁，兖州府滋陽縣民籍，与《山東通志》中“吴从鲁，滋阳人，少卿”记载同。
2. ↑  《萬曆四十四年丙辰科進士履歷》：吳從魯，金堂，詩五房，丙子七月二十二日生。滋陽縣人，乙卯三十九，会一百六十，三甲一百三十七名。吏部政，授南阳知縣，甲子降補江西按察司知事，丙寅升福建尤溪知縣，戊辰升刑部主事，壬申復除都水司主事，管六科廊，荆州抽分，乙亥京察。